# Coen Moulijn
Coen Moulijn (15 de fevereiro de 1937 - 4 de janeiro de 2011) foi um futebolista holandês.